# Guido Mazzoni
Guido Mazzoni, llamado Paganini o el Modanino (Módena, 1450 - 1518), fue un escultor italiano que destacó en el arte de la escultura en grupos en terracota policromada.

## Biografía

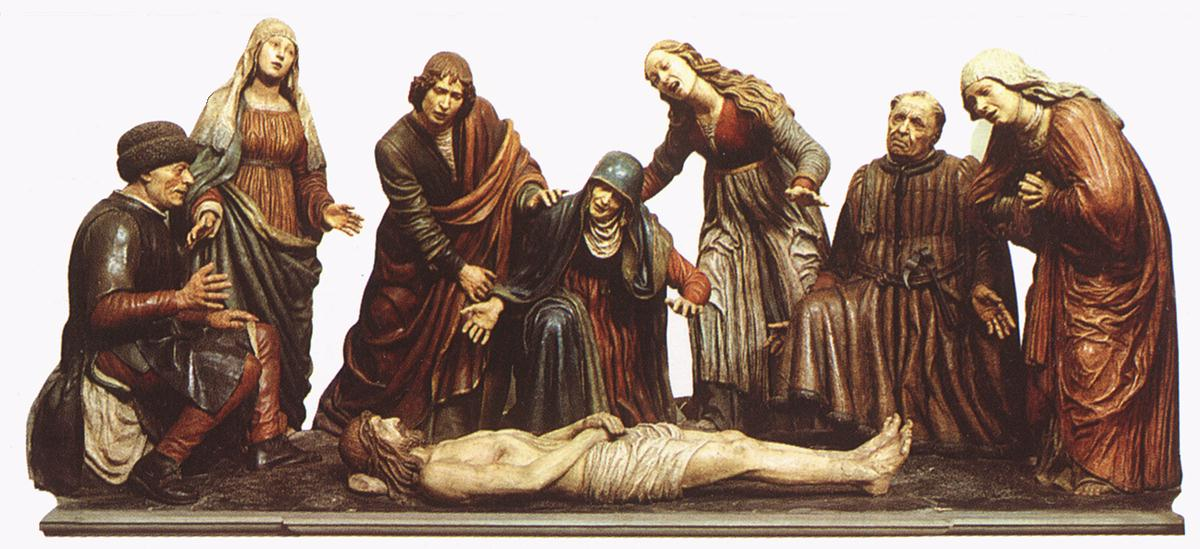
Guido Mazzoni, Entierro de Cristo en terracota, hacia 1477-79, en la iglesia de San Giovanni Battista de Módena.

Bien poco se sabe del aprendizaje artístico de Mazzoni, las fuentes documentales posteriores a 1470 dan testimonio de sus actividades en la producción de máscaras teatrales y decorativas en papel para los días festivos (como los que se celebraron en Módena, en honor de Leonor de Nápoles, esposa de Hércules I de Este).
Se puede adivinar cómo, desde entonces, su extraordinario talento artesanal le había llevado a elaborar magistralmente el trabajo de la arcilla, un material que permite una gran precisión en la ejecución de las características anatómicas de los personajes y gracias a la policromía le permitía realzar la naturaleza de la ropa. 
El éxito que logró Mazzoni está especialmente vinculado a un género artístico que, en el siglo XV, había experimentado una gran popularidad en el norte de Italia: los grupos de estatuas policromadas de tamaño natural que representan la Lamentación sobre el Cristo muerto o Entierro de Cristo. A través de un estilo popular de gran patetismo y de expresión, se dio, entre los años 1475 y 1490, un número significativo de estos grupos escultóricos: La Lamentación de Busseto en la iglesia de Santa Maria degli Angeli; en Módena en la iglesia de San Giovanni Battista; en Ferrara en Santa Maria della Rosa (actualmente iglesia de Jesús), además una Lamentación en Cremona (perdida) y otra en Venecia (de la cual se mantienen importantes fragmentos en los museos de Padua). Otras grandes obras realizadas antes de 1491 son la Virgen y el Niño para Guastalla y en la cripta de la Catedral de Módena la Natividad conocida como Madonna della Pappa.

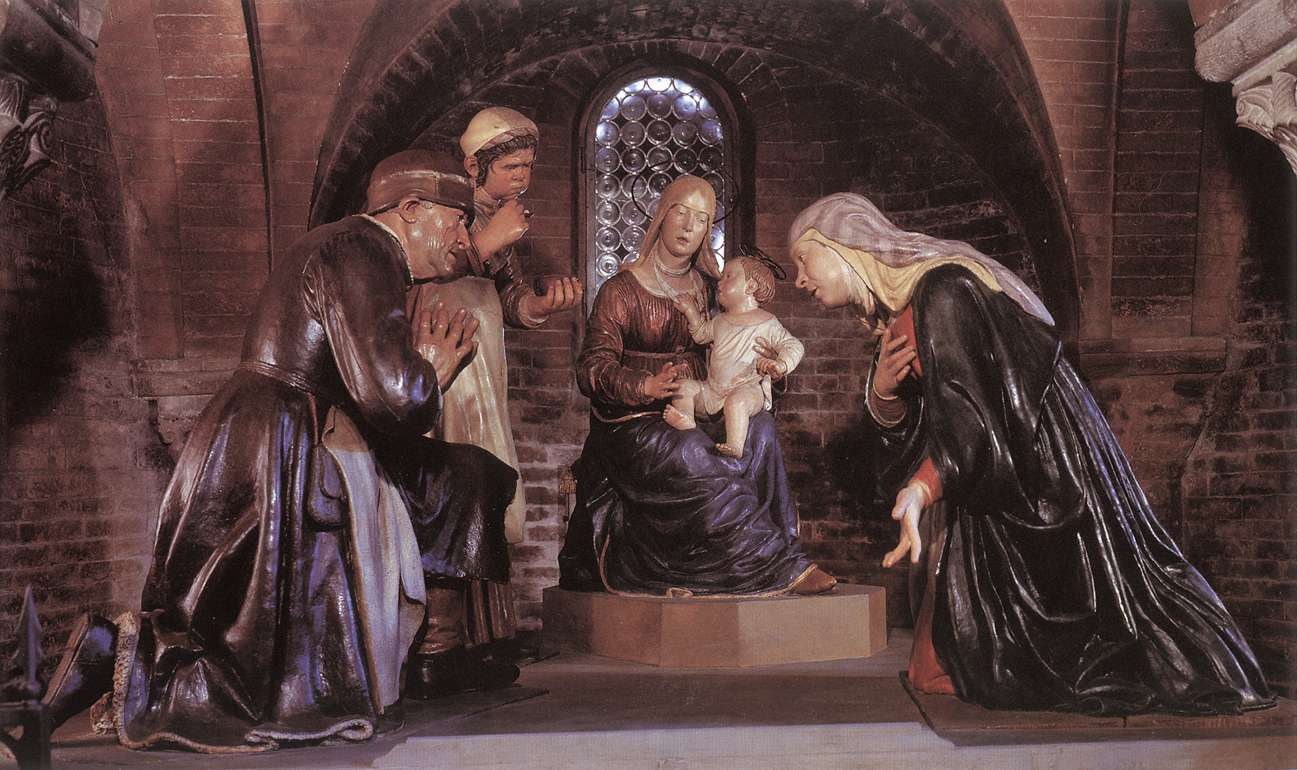
Nacimiento de la Madonna della pappa (1485-1489), terracota policromada en la Catedral de Módena.

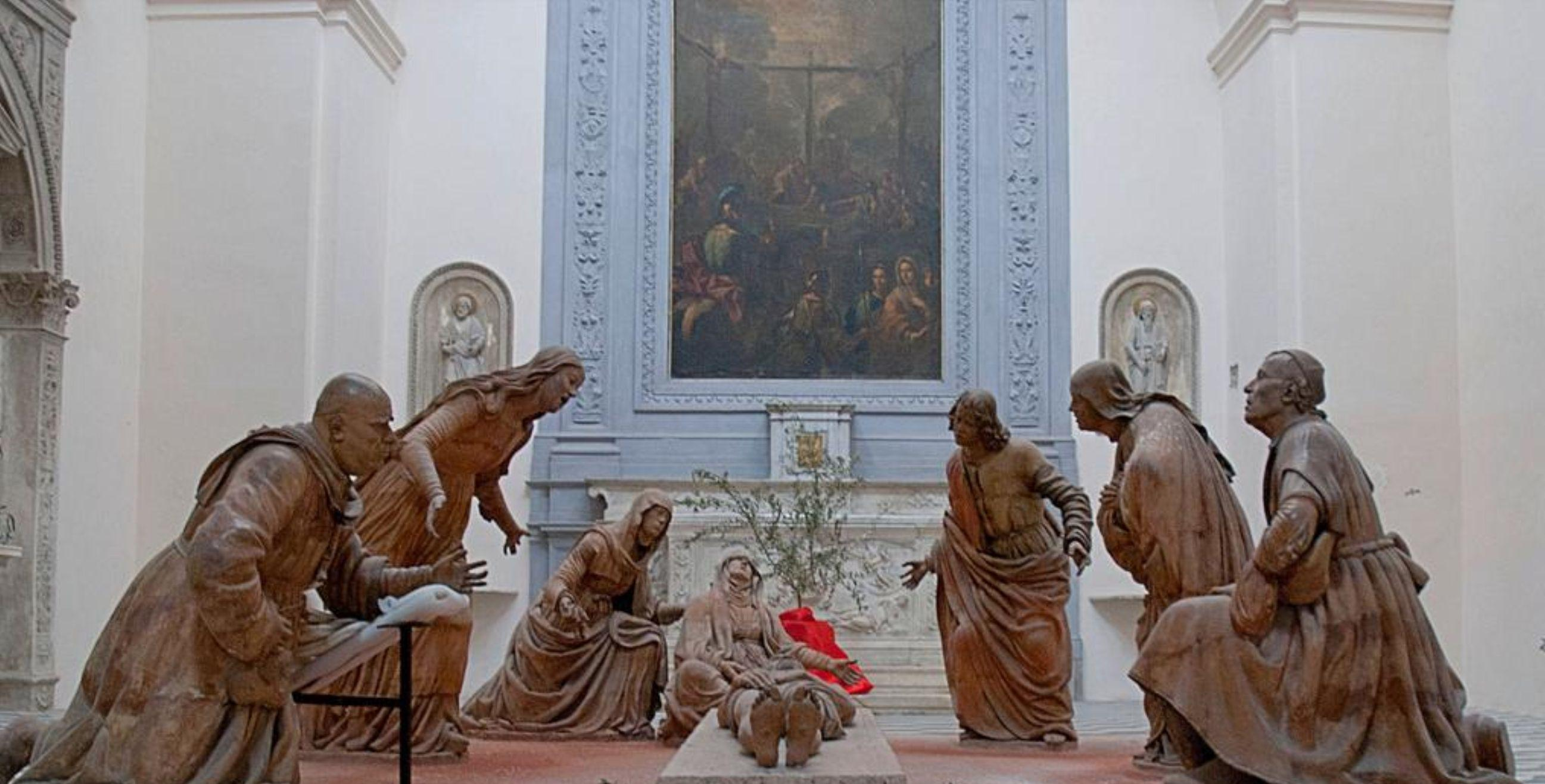
Lamentación, iglesia de Sant'Anna dei Lombardi, Nápoles.

El lenguaje popular y de fuerte tensión espiritual, adoptada por Guido, con un lenguaje no próximo a la pintura contemporánea ferrarese, no le impide recibir el reconocimiento de la alta nobleza. En 1491 fue llamado a Nápoles por el tribunal aragonés de Fernando I, para el cual realizó un busto en bronce, conservado en el Museo di Capodimonte.
Incluso en Nápoles, encontró la aprobación para la ejecución de una bella Lamentación que se encuentra en la iglesia de Santa Ana de los Lombardos. Una vez más, en este trabajo, Guido supo captar el sentimiento del estado de ánimo, y saber expresar sus dotes retratistas: en las figuras de José de Arimatea y Nicodemo, probablemente se encuentran los retratos de Fernando I y su hijo, Alfonso de Aragón. 
La realización de la Lamentación de Nápoles también ha sido descrita por Vasari:

[...]un escultor llamado Modanino de Módena, que trabajó una Piedad con una gran cantidad de figuras de terracota de colores, las cuales se llevaron a cabo con gran vivacidad, y que el rey hizo colocar en la iglesia de Monte Oliveto de Nápoles, monasterio del lugar; donde se aprecia en este trabajo el retrato del dicho rey, que parece realmente estar vivo; Modanino fue pagado con grandes premios.

De hecho, además de las obras plásticas de arte sacro, el artista en Módena fue apreciado cada vez más por el alto desarrollo de su realismo en la producción retratística, un ejemplo famoso  es el busto del Niño que pasea, que se identifica con Enrique VIII de Inglaterra y se encuentra en la Real Collection.
Carlos VIII de Francia, al pasar por Nápoles, conoció a Mazzoni y se lo llevó con él a París (como parte de un programa diseñado para atraer a los mejores artistas). Los documentos de la época de 1498, lo mencionan como «pintor y iluminador».
Trabajó con Fra Giocondo de Verona en el castillo de Amboise donde ganó gran respeto y admiración. A la muerte de Carlos VIII fue responsable de la ejecución, para la Basílica de Saint-Denis, del sepulcro real, realizado en bronce y esmalte y con estatuas de ángeles y las virtudes, durante la Revolución francesa fueron destruidas y profanadas las tumbas reales. 
Después de un breve regreso a Italia, en 1507 regresó de nuevo a Francia al servicio de Luis XII, trabajó en el Castillo de Blois con la ejecución de dos estatuas reales, una en traje de caza y una segunda, como monumento ecuestre coloada en la entrada al castillo. Retornó a Módena en 1516 y, en su ciudad natal, murió el 13 de septiembre de 1518.

## Análisis artístico
Si, en el sentido artístico se compara con la contraposición del centro y la periferia o el de la lengua y el dialecto, no hay duda de que Guido Mazzoni está decididamente del lado de los suburbios y el dialecto. Como ya se señaló Adolfo Venturi:

Mazzoni habla el dialecto de emiliano [...] sigue fiel a los personajes de su tierra y encuentra su expresión más natural en la Madonna de Guastalla, con un robusto niño como el hijo del campo, y la Natividad de la catedral de Módena, el episodio se transforma en la vida cotidiana de la montaña, que lleva al pequeño Jesús con la olla y cuchara y que el humor popular ha bautizado con el nombre de "Hermana Pappina.

Mazzoni es un exponente del «Renacimiento realista», capaz de captar minuciosamente los detalles que forman la escena, y darle el sentimiento extraído de la vida cotidiana.
La cabeza de viejo de la Galería Estense (se supone que es un fragmento de la figura de Nicodemo, que procede de la desaparecida Lamentación de Cremona) hace que las arrugas profundas que marcan la piel marchita, parezca la fisonomía de un viejo agricultor que se consumió con su trabajo y que muestra su vida marcada por el sufrimiento. Así pues, el realismo minucioso ha hecho creer que Guido se guio con una copia de un personaje real.
Destinadas a fomentar la identificación de los fieles en los personajes del Evangelio, ilustrado con un marcado patetismo, el tema de la Lamentación es especialmente agradable. 
«Muy variados, señala Adalgisa Lugli, es la gama de actitudes, por el contraste de la vitalidad de los personajes y el inmóvil cuerpo de Cristo, los aspectos del vestuario y la intensa y variada gama de rostros expresivos».
Guido Mazzoni fue capaz de moverse en la corte del rey de Francia, de la provincia emiliana al centro de un prestigioso reino. Es una lástima que las escasas obras que han sobrevivido de su producción en Francia no permite una apreciación de la evolución de su estilo en los años de su madurez artística.